# Ford Escort (China)
O Ford Escort (em chinês:  福特 福睿斯) é um sedã do segmento C vendido no mercado chinês, taiwanês e do Oriente Médio pela Ford Motor Company. Após o anúncio, em meados de 2013, de que pretendiam reviver o nome "Escort" para um carro baseado em uma versão mais antiga do Ford Focus, a Ford lançou o novo Escort em janeiro de 2015.

## História e linhagem
A Ford usou o nome Escort em três linhas de carros anteriores; primeiro em uma variante do Ford Squire vendida no Reino Unido de 1955 a 1961, depois no mais conhecido Ford Escort europeu vendido de 1968 a 2002, e no Ford Escort norte-americano vendido entre 1980 e 2003.
Em 2013, a Ford anunciou sua intenção de ressuscitar o nome "Escort" no mercado chinês em 2014, com um carro do segmento C baseado no então atual Ford Focus Classic, ele próprio uma versão da segunda geração do Ford Focus. O Escort chinês foi projetado na Austrália e pretendia ser o sucessor técnico do Focus Classic e posicionado sob a atual terceira geração do Ford Focus.
Quando lançado, o Ford Focus de primeira geração havia sido o substituto das linhas Escort europeia e norte-americana em seus respectivos mercados.

## Especificação
O Ford Escort do mercado chinês é baseado no Ford Focus de segunda geração feito na China, chamado Focus Classic construído na plataforma Ford C1. O Focus Classic é fabricado e vendido junto com o Ford Focus de terceira geração. A plataforma que sustenta o Escort na China é chamada C1 MCA e é produzida na China pela joint venture Changan-Ford. A potência do Ford Escort do mercado chinês vem de um motor a gasolina de quatro cilindros e 1,5 litro produzindo 113 cv e 142 nm, acoplado a uma transmissão manual de cinco velocidades ou uma transmissão automática de seis velocidades.

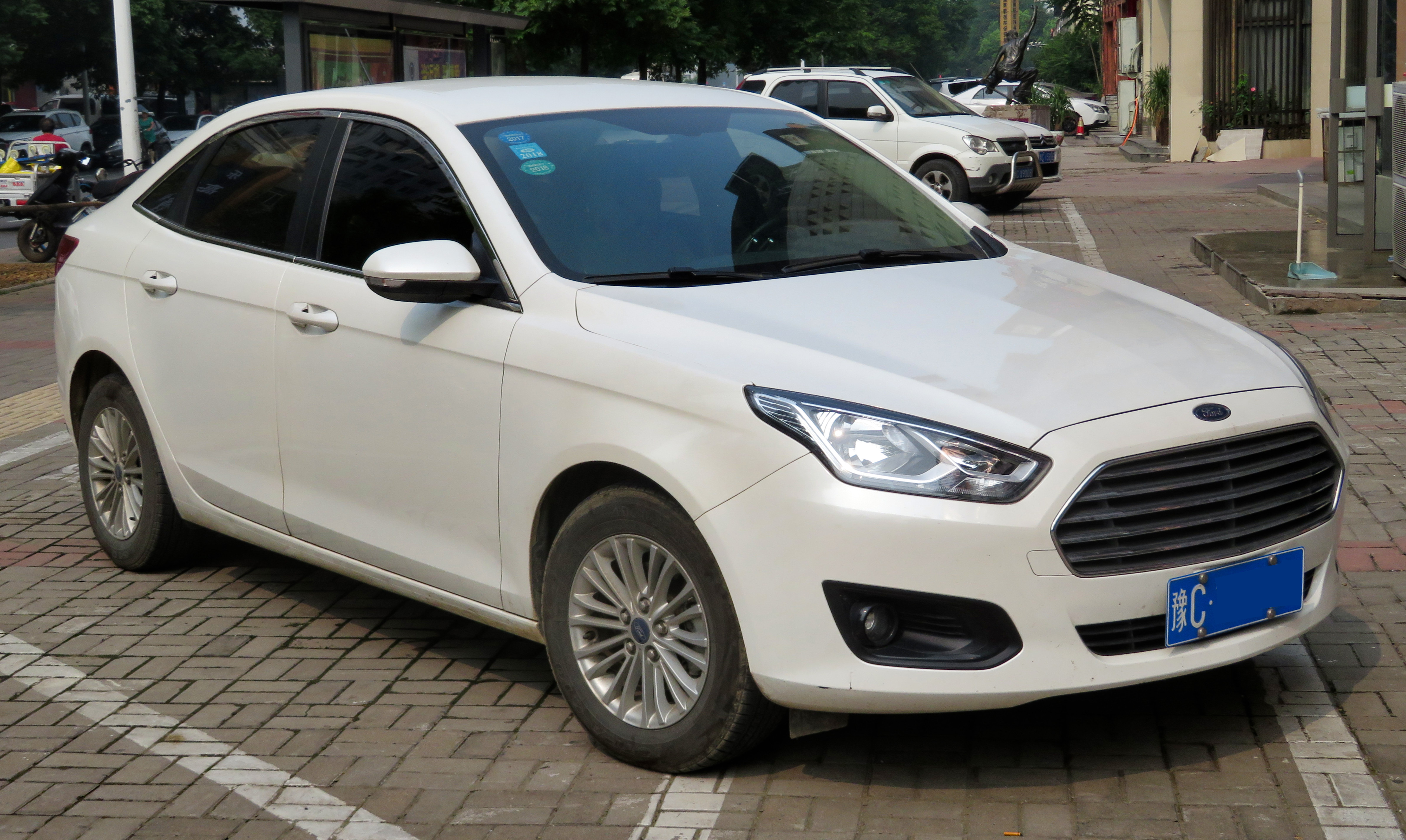
Dianteira
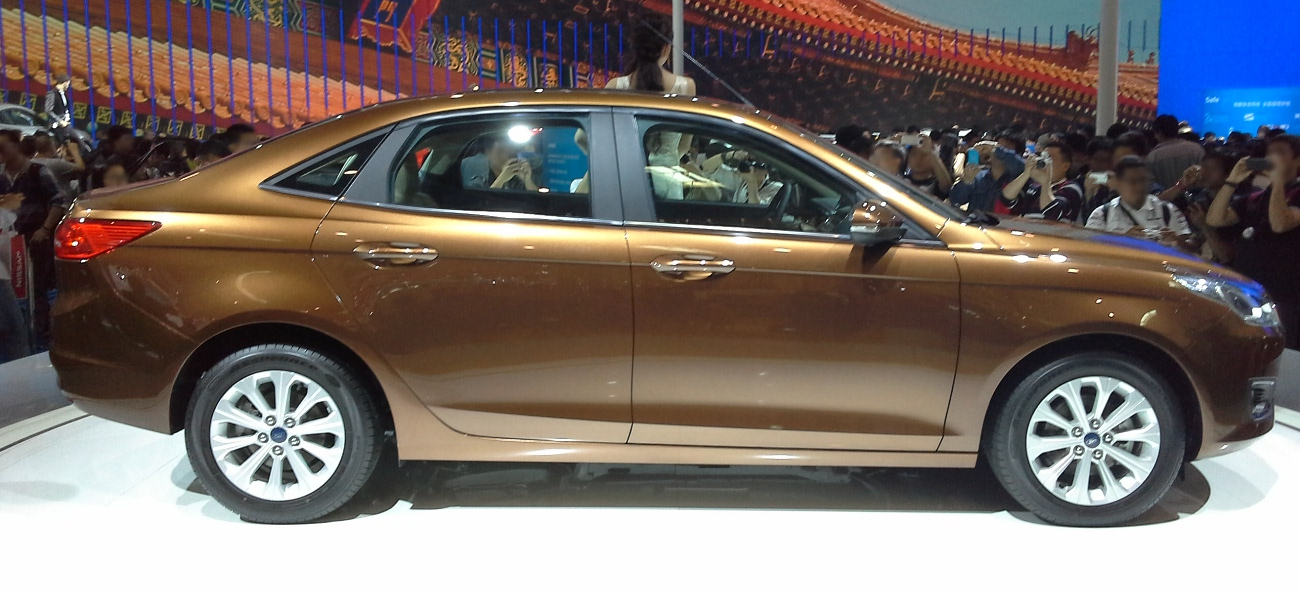
Lateral
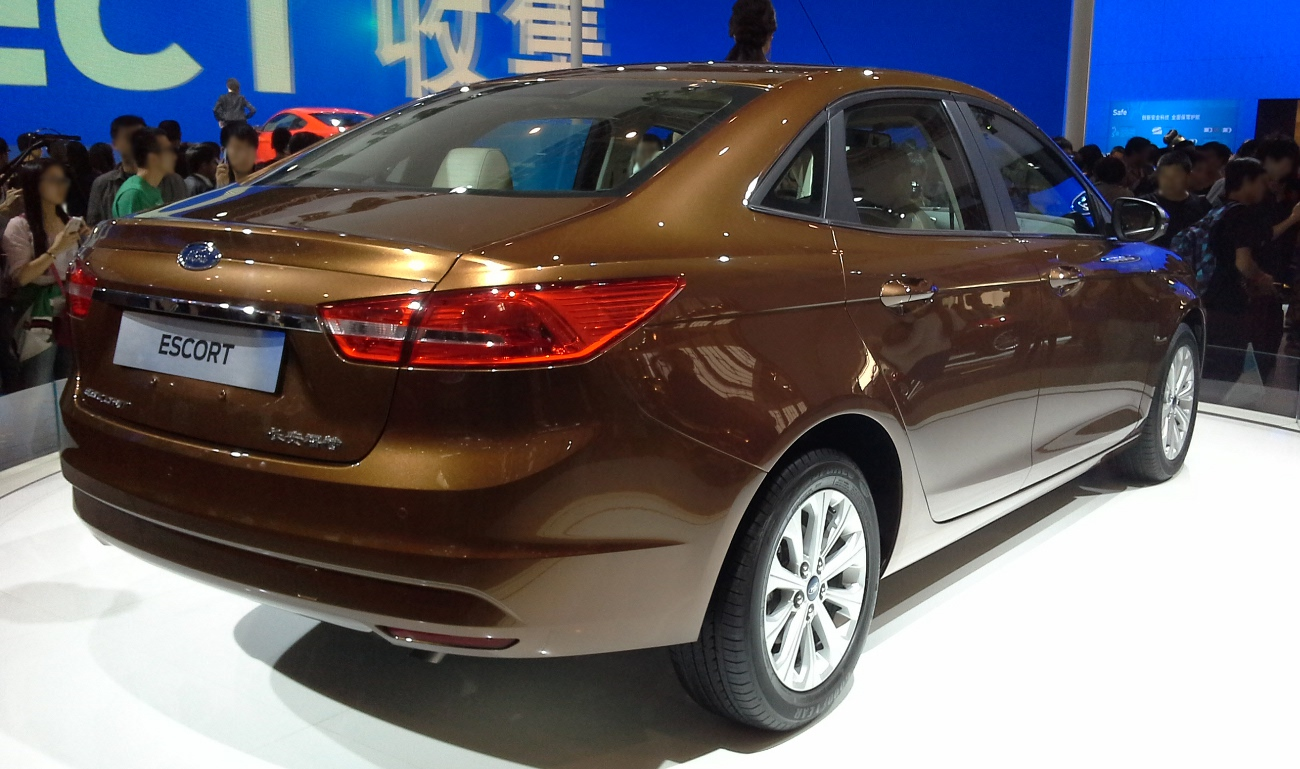
Traseira

## Recepção
A revista e site britânico Autocar deram ao Escort três de cinco estrelas, expressando surpresa que o nome Escort tenha sido revivido para um mercado onde não tinha herança e comentando que "o nome Escort é de outra era [e] essencialmente é um carro barato improvisado a partir do depósito de peças da Ford". Eles também notaram que a suspensão foi ajustada para se adequar às condições das estradas chinesas, mas declararam que não achavam que parecia barato o suficiente para o mercado pretendido.
Em abril de 2018, mais de 800.000 exemplares do Escort do mercado chinês foram vendidos desde que o modelo foi lançado em dezembro de 2014.

## Reestilização de 2018
O Ford Escort do mercado chinês recebeu uma reestilização em abril de 2018 para ficar mais alinhado com a quarta geração do Focus revelada na mesma época. As atualizações incluem um exterior ligeiramente revisado, que parece se inspirar na linha atualizada do Focus com faróis maiores e lanternas traseiras remodeladas. O sedã Escort reestilizado de 2018 é equipado com um motor a gasolina 'Ti-VCT' de 1,5 litro recém-adicionado. Recursos adicionais incluem controle eletrônico de estabilidade agora sendo padrão, airbags de cortina laterais, monitores de pressão dos pneus, bancos dianteiros ajustáveis elétricos com memória, espelhos retrovisores externos dobráveis elétricos com memória, tela de 8,0 polegadas para o sistema de infoentretenimento touchscreen, câmera de ré, faróis e limpadores automáticos e entrada sem chave com partida por botão.

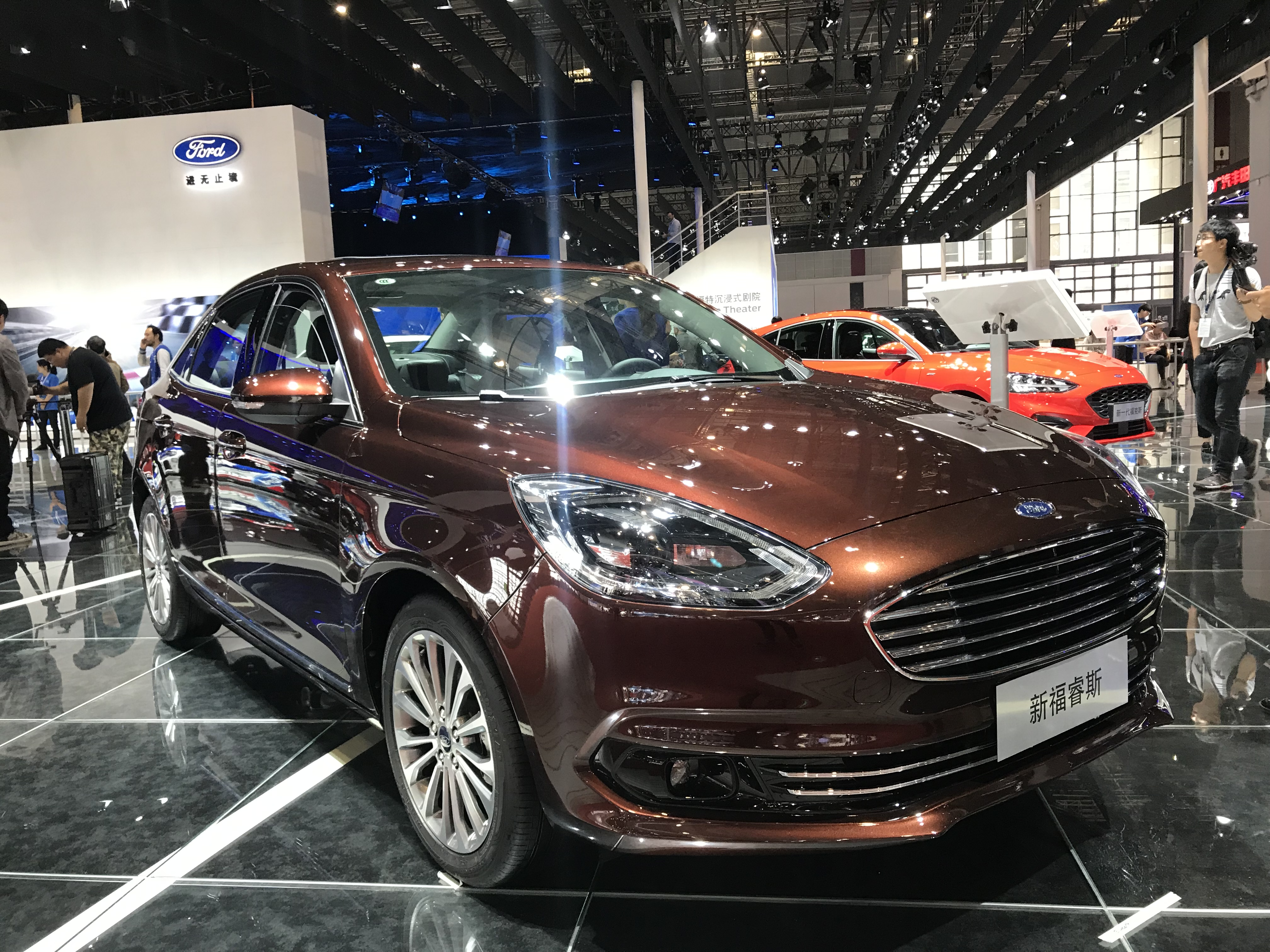
Dianteira da reestilização de 2018
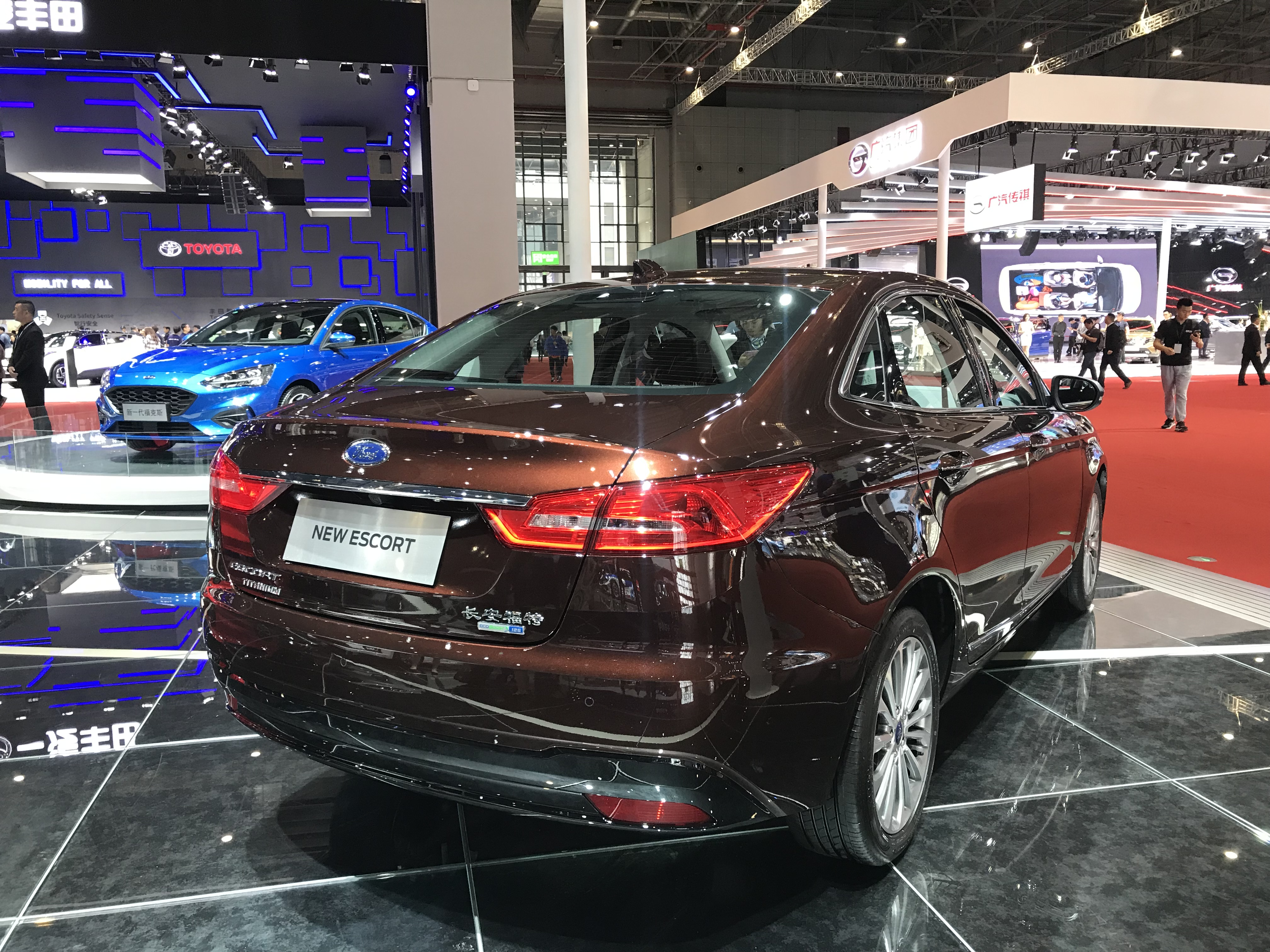
Traseira da reestilização de 2018

## Reestilização de 2021
O Escort reestilizado de 2021 tem 4,63 metros de comprimento, 1,82 metros de largura e 1,49 metros de altura, com uma distância entre eixos de 2,68 metros. O carro é movido por um motor a gasolina de 1,5 litro naturalmente aspirado, produzindo 122 cavalos de potência e é acoplado a uma transmissão manual ou automática de seis velocidades. O modelo reestilizado apresenta extremidades dianteiras e traseiras completamente redesenhadas, um interior remodelado com uma tela de 10,25 polegadas, ligas de 15 polegadas padrão ou ligas de 16 polegadas opcionais para os níveis de acabamento mais altos.

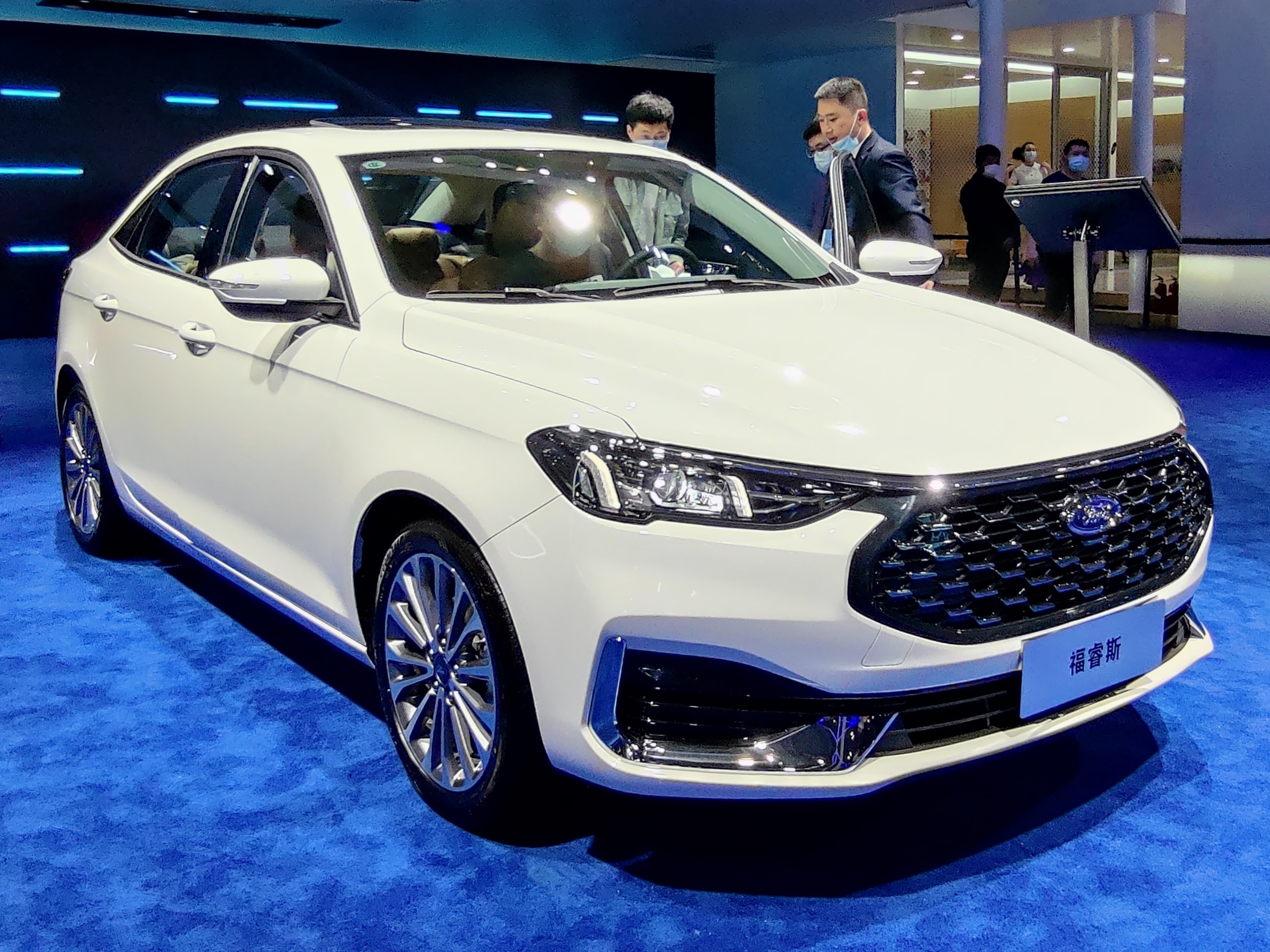
Dianteira da reestilização de 2021
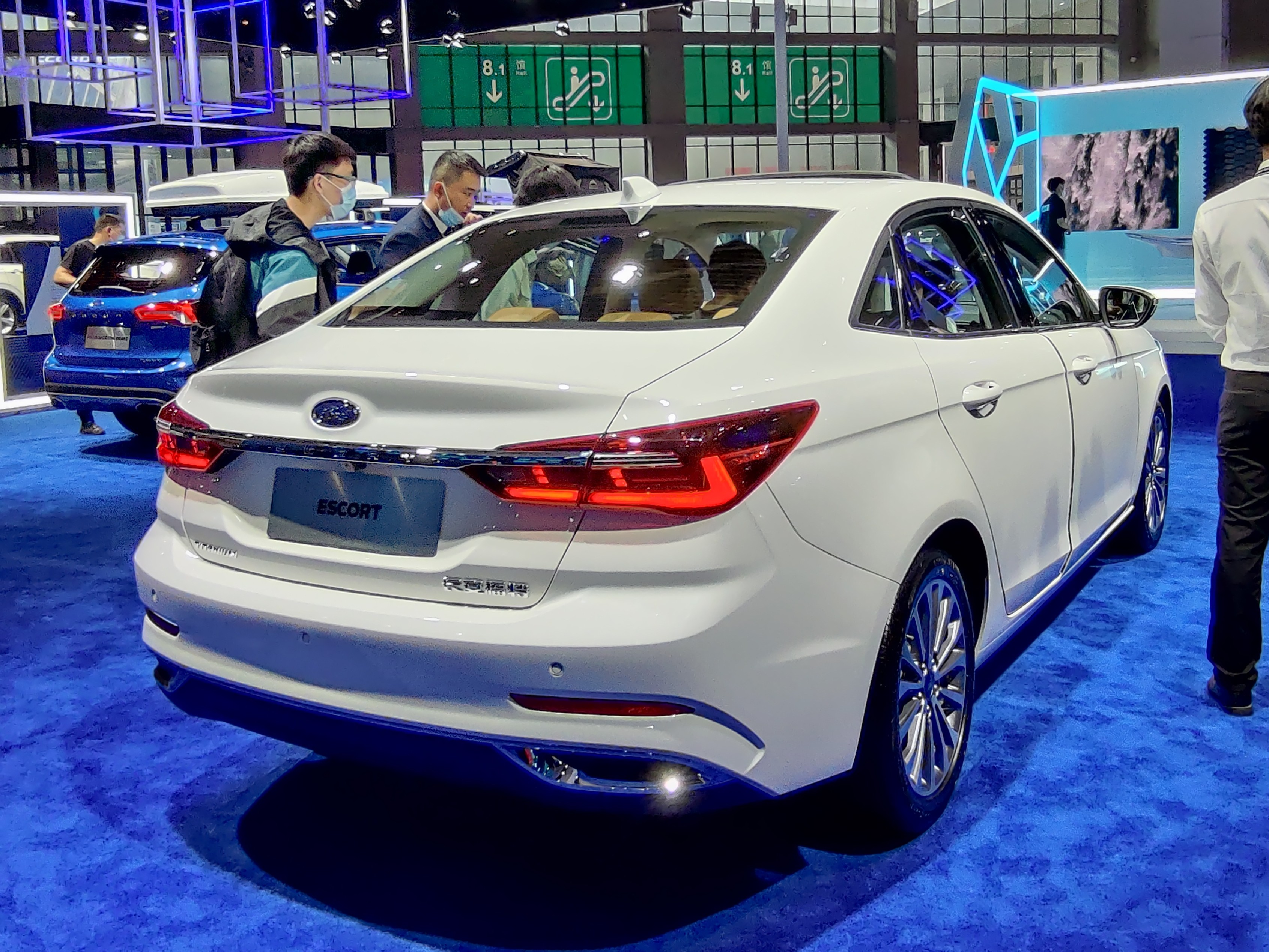
Traseira da reestilização de 2021

## Vendas
| Ano  | China   |
| ---- | ------- |
| 2014 | 3.710   |
| 2015 | 214.362 |
| 2016 | 296.867 |
| 2017 | 285.029 |
| 2018 | 150.360 |
| 2019 | 62.842  |
| 2020 | 33.049  |
| 2021 | 43.001  |